# The Law in These Parts
The Law in These Parts (en hebreu: שלטון החוק) és un documental israelià de 2011, escrit i dirigit per Ra'anan Alexandrowicz, sobre el sistema judicial operat per les Forces de Defensa d'Israel a Cisjordània. Va guanyar el premi al Millor Documental del Festival de Cinema de Jerusalem de 2011 i el Gran Premi del Jurat en Documental al Festival de Cinema de Sundance de 2012.
El documental es divideix en cinc capítols i repassa la història legal de l'ocupació israeliana dels territoris palestins. Entrevistes Alexandrowicz entrevista un cert nombre de jutges que es van encarregar de dur a terme les ordres dels comandants militars. Només s'hi entrevisten jutges que van presidir casos vinculats amb l'ocupació; com assenyala Alexandrowicz en el mateix documental, "aquesta pel·lícula no va de les persones que van violar la llei. Tracta les persones que van escriure la llei."